# Quercus arbutifolia
Quercus arbutifolia är en bokväxtart som beskrevs av Paul Robert Hickel och Aimée Antoinette Camus. Quercus arbutifolia ingår i släktet ekar, och familjen bokväxter.
Artens utbredningsområde är Vietnam. Inga underarter finns listade.